# Denise Bixler
Denise Bixler, bürgerlich Denise B. Guttenberg (geboren 1965 oder 1966) ist eine US-amerikanische Schauspielerin und ein ehemaliges Model. Sie ist durch ihre Darstellung der Linda in Tanz der Teufel II – Jetzt wird noch mehr getanzt bekannt.

## Leben
Denise Bixler spielte bereits in ihrer Highschool-Zeit in Westland in Theaterstücken und Musicals mit und war Mitglied in zwei Schulchören. Weiterhin trat sie gemeinsam mit Mitschülern in einer regionalen Fernsehshow Kelly and Company auf. Sie schloss die Schule 1983 ab. Vom 30. September 1988 bis 1992 war sie mit dem Schauspieler Steve Guttenberg verheiratet.

## Filmografie
- 1987: Tanz der Teufel II – Jetzt wird noch mehr getanzt (Evil Dead II – Dead by Dawn)
- 1990: Booker
- 1992: Crisis in the Kremlin
- 2015: Ash vs. Evil Dead (Fernsehserie, 1 Folge)